# 1972年ミュンヘンオリンピックのオーストラリア選手団
1972年ミュンヘンオリンピックのオーストラリア選手団（1972ねんミュンヘンオリンピックのオーストラリアせんしゅだん）は、1972年8月26日から9月11日にかけて西ドイツのミュンヘンで開催された1972年ミュンヘンオリンピックのオーストラリア選手団、およびその競技結果。

## 概要
今大会は金メダル8個、銀メダル7個、銅メダル2個の合計17個のメダルを獲得した。

## メダル
| メダル | 選手名                       | 競技   | 種目                      |
| ------ | ---------------------------- | ------ | ------------------------- |
| 金     | ブラッド・クーパー           | 競泳   | 男子400m自由形            |
| 金     | シェーン・グールド           | 競泳   | 女子200m自由形            |
| 金     | シェーン・グールド           | 競泳   | 女子400m自由形            |
| 金     | ビバリー・ウィットフィールド | 競泳   | 女子200m平泳ぎ            |
| 金     | シェーン・グールド           | 競泳   | 女子200m個人メドレー      |
| 金     | ゲイル・ニール               | 競泳   | 女子400m個人メドレー      |
| 銀     | レリーン・ボイル             | 陸上   | 女子100m                  |
| 銀     | レリーン・ボイル             | 陸上   | 女子200m                  |
| 銀     | グラハム・ウィンデット       | 競泳   | 男子1500m自由形           |
| 銀     | シェーン・グールド           | 競泳   | 女子800m自由形            |
| 銀     | クライド・セフトン           | 自転車 | 男子個人ロードレース      |
| 銀     | ジョン・ニコルソン           | 自転車 | 男子スプリント            |
| 銀     | ダニー・クラーク             | 自転車 | 男子1000mタイムトライアル |
| 銅     | シェーン・グールド           | 競泳   | 女子100m自由形            |
| 銅     | ビバリー・ウィットフィールド | 競泳   | 女子100m平泳ぎ            |